# Giornale di Malta

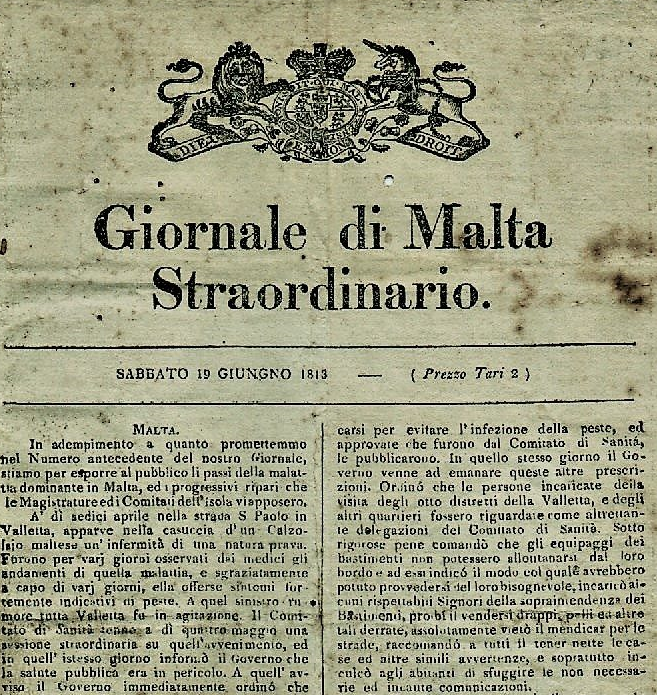
Nadzwyczajne wydanie Giornale di Malta z 19 czerwca 1813 roku o wybuchu dżumy na wyspie.

Giornale di Malta – gazeta wydawana w brytyjskim protektoracie Malty w latach 1812–1813. W chwili jej wydawania było to jedyne czasopismo na Malcie. Poprzedniczką Giornale di Malta była Il Cartaginese (1804–1805), a jej następczynią została Gazetta del Governo di Malta (1813–obecnie).
W sumie ukazały się 94 numery gazety. Uważa się, że pierwsze 46 numerów gazety zostało wydrukowanych na prasie Royal Sicilian Regiment na Malcie, a kolejne numery zostały wydrukowane na rządowej prasie drukarskiej.
Kopie publikacji są obecnie przechowywane w Bibliotece Narodowej Malty.